# Trường Dịch vụ Đối ngoại
Trường Đối ngoại Edmund A. Walsh (tiếng Anh: School of Foreign Service, viết tắt là SFS) là khoa quan hệ quốc tế của Viện Đại học Georgetown nằm tại thủ đô Washington DC, Hoa Kỳ. Đây được xem là một trong những trường giảng dạy các vấn đề quốc tế hàng đầu thế giới. Trường cấp bằng ở cả bậc cử nhân và cao học.
Các cựu sinh viên đáng chú ý bao gồm cựu Tổng thống Hoa Kỳ Bill Clinton, cựu Giám đốc CIA George Tenet và Quốc vương Felipe VI của Tây Ban Nha, cũng như nguyên thủ của hàng chục quốc gia. Giảng viên của trường cũng bao gồm nhiều nhân vật xuất sắc trong chính trị và kinh tế quốc tế, như cựu Ngoại trưởng Hoa Kỳ Madeleine Albright, cựu Bộ trưởng Quốc phòng Hoa Kỳ Chuck Hagel, và cựu Tổng thống Ba Lan Aleksander Kwaśniewski. 
Chương trình cao học của trường (MSFS) được xếp hạng 1 toàn cầu trên Bảng xếp hạng đại học quan hệ quốc tế của Foreign Policy, trong khi chương trình cử nhân (BSFS) được xếp hạng thứ 4. Trường cũng được Niche xếp hạng thứ 1 về chuyên ngành quan hệ quốc tế tại Hoa Kỳ.
Được thành lập vào năm 1919, Trường Đối ngoại Georgetown tồn tại trước cả Lực lượng Đối ngoại Hoa Kỳ (tiếng anh: United States Foreign Service) đến sáu năm và được biết đến với số lượng lớn sinh viên tốt nghiệp làm việc trong ngành ngoại giao và chính trị của Hoa Kỳ và thế giới. Georgetown SFS cũng là một trường hàng đầu trong các lĩnh vực tư vấn, tài chính và ngân hàng đầu tư ở Phố Wall.
Ngày nay, trường có khoảng 2250 sinh viên đến từ hơn 100 quốc gia mỗi năm. Trường cũng có cơ sở giảng dạy tại Florence (Italia) và Doha (Qatar).

## Học thuật

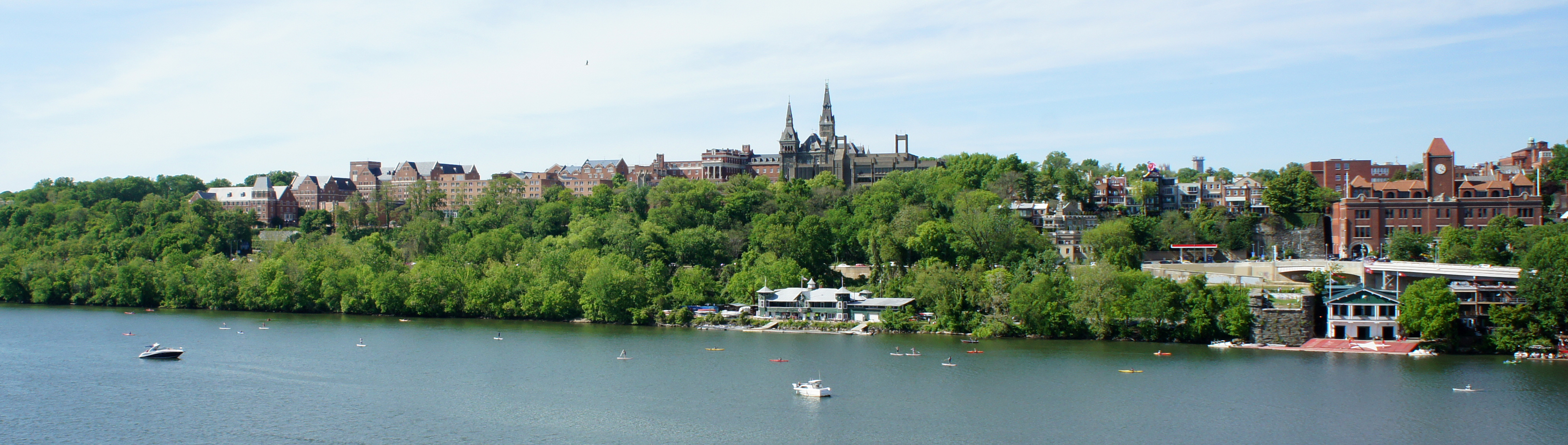
Ảnh chụp toàn cảnh khuôn viên trường

Chương trình cử nhân của trường dựa trên mô hình giáo dục khai phóng và tập trung vào các vấn đề quốc tế. Các sinh viên có thể học một trong tám chuyên ngành: Kinh tế Quốc tế (IECO), Chính trị Quốc tế (IPOL), Lịch sử Quốc tế (IHIS), Văn hóa và Chính trị (CULP), Kinh tế Chính trị (IPEC), Nghiên cứu Khu vực (RCST), Kinh doanh Toàn cầu (GBUS), và Khoa học, Công nghệ và các vấn đề Quốc tế (STIA). SFS là trường đầu tiên cung cấp chương trình STIA và sau này thì có thêm Đại học Harvard và Viện Công nghệ Georgia. 

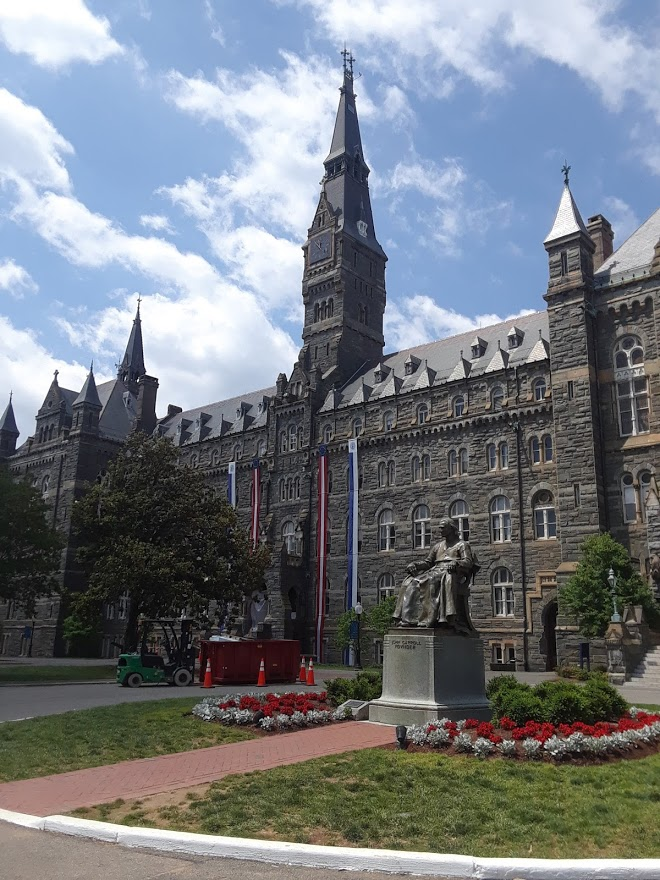
Hội trường Healy và tượng John Carroll tại khuôn viên Washington, D.C. của trường

Sinh viên cao học có thể theo đuổi một trong tám chương trình sau đại học, bao gồm năm chương trình nghiên cứu khu vực cũng như các văn bằng Thạc sĩ Khoa học về Dịch vụ Đối ngoại (MSFS) theo chuyên ngành Kinh doanh - Tài chính Quốc tế và Xã hội học Toàn cầu (GBFS), An ninh và Chính trị Quốc tế (GPS), Phát triển Quốc tế (IDEV), và Khoa học, Công nghệ và các vấn đề Quốc tế (STIA). Trường cũng có các chương trình Thạc sĩ Phát triển Con người Toàn cầu (GHD) và Thạc sĩ Nghệ thuật về An ninh (SSP).
Các chương trình của Georgetown về quan hệ quốc tế đã liên tục được xếp hạng trong số những chương trình tốt nhất trên thế giới trong các cuộc khảo sát được xuất bản hai năm một lần kể từ năm 2005 bởi tạp chí Foreign Policy (Chính sách đối ngoại). Năm 2014, và một lần nữa vào năm 2018, Foreign Policy đã xếp các chương trình cao học của SFS ở vị trí số một thế giới và các chương trình cử nhân ở vị trí thứ tư. Vào năm 2021, Niche cũng xếp hạng Georgetown ở vị trí số một trong số các trường quan hệ quốc tế tốt nhất Hoa Kỳ. Trong một cuộc khảo sát riêng của các nhà hoạch định chính sách đối ngoại Hoa Kỳ từ năm 2011, Georgetown SFS đứng thứ hai về tổng thể, chỉ sau Harvard, về chất lượng chuẩn bị cho sự nghiệp bất kể bằng cấp nào tại Mỹ.
Các giảng viên đáng chú ý tại trường bao gồm cựu Ngoại trưởng Hoa Kỳ Madeleine Albright, cựu Ngoại trưởng Hoa Kỳ và người đoạt giải Nobel Henry Kissinger, cựu Thứ trưởng Quốc phòng Hoa Kỳ Douglas Feith, cựu Tổng thống Ba Lan Aleksander Kwasniewski, cựu Cố vân An ninh Quốc gia Hoa Kỳ Anthony Lake, cựu Bộ trưởng Quốc phòng Hoa Kỳ Chuck Hagel, cựu Đại sứ Hoa Kỳ tại Liên Hợp Quốc Donald McHenry, cựu Giám đốc CIA George Tenet, cựu Phó Thủ tướng Malaysia Anwar Ibrahim, cựu Phó chủ tịch Ngân hàng Thế giới Callisto Madavo, cựu Giám đốc USAID Andrew Natsios, Đại sứ Israel tại Hoa Kỳ Michael Oren, cựu Thủ tướng Tây Ban Nha Jose María Aznar, cựu Tổng thống Colombia Álvaro Uribe Vélez, và cựu Đặc phái viên Hoa Kỳ tại Trung Đông Dennis Ross.

## Cựu sinh viên nổi bật

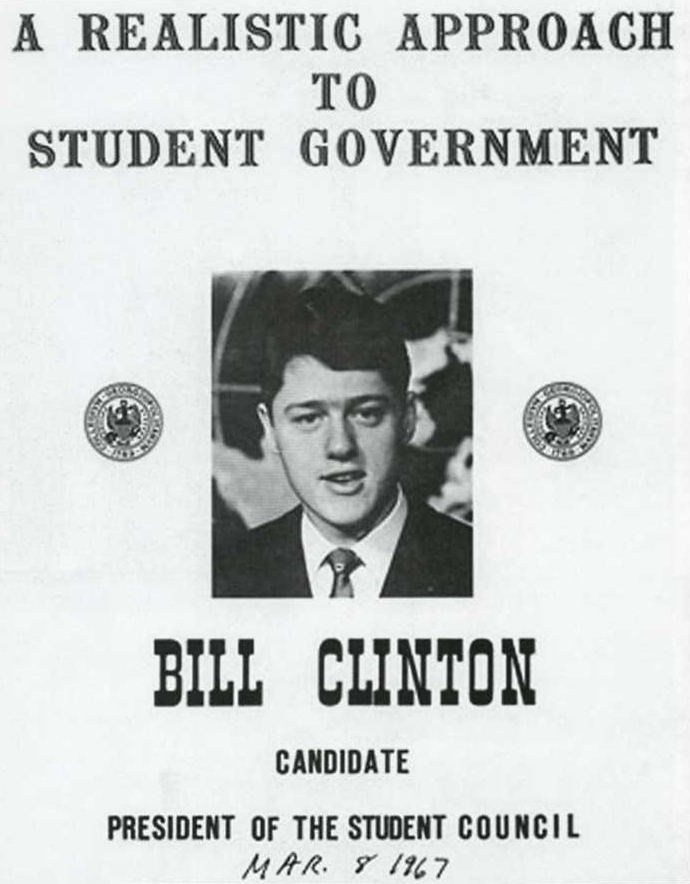
Bill Clinton, học lớp năm 1968, tranh cử chức Chủ tịch Hội Học sinh của trường.

Các sinh viên tốt nghiệp tại trường hoạt động trong nhiều lĩnh vực như công chúng, tư nhân, phi lợi nhuận cũng như giáo dục đại học. Cựu sinh viên của SFS bao gồm đương kim nguyên thủ quốc gia của các nước như Jordan, Litva, Tây Ban Nha và Bosnia và cựu nguyên thủ quốc gia của Hoa Kỳ và Philippines.
- Bill Clinton (1968), Tổng thống thứ 42 của Hoa Kỳ
- Abdullah II (1987), Quốc vương Jordan
- José Durão Barroso (1987), Chủ tịch Ủy ban Châu Âu và cựu Thủ tướng Bồ Đào Nha
- Felipe VI (1991), Quốc vương Tây Ban Nha
- Abdullah bin Hamad bin Khalifa Al-Thani (2010), Phó Quốc vương Qatar
- Vương Nghị (1998), Bộ trưởng Ngoại giao Trung Quốc
- Taro Kono (1986), Bộ trưởng Ngoại giao Nhật Bản
- Adel al-Jubeir (1984) Bộ trưởng Bộ Ngoại giao Ả Rập Saudi
- Gloria Macapagal-Arroyo (1968), Tổng thống Philippines
- David Malpass (1982), Chủ tịch Ngân hàng Thế giới
- Dalia Grybauskaitė, Tổng thống Litva
- George Casey (1970), Tham mưu trưởng Quân đội Hoa Kỳ
- Laura Chinchilla Miranda (1959), Tổng thống thứ 46 của Costa Rica
- Paul Clement (1988), Tổng luật sư Hoa Kỳ và Quyền Tổng chưởng lý Hoa Kỳ
- Stéphane Dujarric (1988), Người phát ngôn của Tổng thư ký Liên Hợp Quốc Kofi Annan, Ban Ki-moon và António Guterres
- Alexander Haig (1961), Ngoại trưởng Hoa Kỳ dưới thời Tổng thống Ronald Reagan, Tư lệnh đồng minh tối cao Châu Âu của NATO
- Daniel Henninger (1968), Nhà bình luận của The Wall Street Journal
- Mushahid Hussain (1876), Lãnh đạo phe đối lập ở Pakistan, ứng cử viên chức Tổng thống Pakistan năm 2008
- John R. Allen, cựu Tư lệnh Liên minh Quốc tế tại Afghanistan, Chủ tịch Viện Brookings
- Steve Bannon (1983), Nhà chiến lược và Cố vấn trưởng Nhà Trắng dưới thời Tổng thống Donald Trump
- James L. Jones (1966), Cố vấn An ninh Quốc gia Hoa Kỳ dưới thời Tổng thống Obama
- Eugen Jurzyca, Bộ trưởng Bộ Giáo dục Slovakia
- John F. Kelly (1984), Đại tướng Thủy quân Lục chiến, Bộ trưởng An ninh Nội địa Hoa Kỳ và Chánh văn phòng Nhà Trắng dưới thời Tổng thống Trump
- Eljko Komšić (2003), Tổng thống Bosnia và Herzegovina từ năm 2006 đến 2014
- Luis Fortuño (1982), Thống đốc Puerto Rico
- Richard Durbin (1966), Thượng nghị sĩ Hoa Kỳ từ Illinois, Lãnh tụ đảng của Thượng viện Hoa Kỳ
- Dexter Goei (1993), CEO của Altice[24]
- Denis McDonough (1996), Tham mưu trưởng của Tổng thống Obama và nguyên Phó Cố vấn An ninh Quốc gia
- Kayleigh McEnany (2010), Bình luận viên CNN; Thư ký báo chí cho Tổng thống Trump
- Mick Mulvaney (1989), Giám đốc Văn phòng Quản lý và Ngân sách Hoa Kỳ và Chánh văn phòng Nhà Trắng dưới thời Tổng thống Trump
- Kirstjen Nielsen (1994), Bộ trưởng An ninh Nội địa Hoa Kỳ dưới thời Tổng thống Trump
- Darcy Olsen, Giám đốc Điều hành của Viện Goldwater
- Armand Peschard-Sverdrup, Nhà khoa học chính trị Mexico
- Pat Quinn (1969), Thống đốc bang Illinois
- Carl Reiner (1943), diễn viên, nhà sản xuất phim, đạo diễn phim, người chiến thắng giải thưởng Emmy
- Tony Ressler (1981), tỷ phú và chủ sở hữu của Atlanta Hawks
- Matthew A. Reynold (1986), cựu Trợ lý Bộ trưởng Ngoại giao về các vấn đề lập pháp
- Chris Sacca (1997), Người sáng lập Lowercase Capital
- Arjun Singh Sethi (2003), nhà văn và luật sư nhân quyền
- Debora Spar (1984), Cựu Chủ tịch của Đại học Barnard thuộc Đại học Columbia, thành viên Hội đồng quản trị của Goldman Sachs, nữ Chủ tịch đầu tiên của Trung tâm Lincoln
- Courtney Stadd (1981), Tham mưu trưởng NASA
- Daniel Sullivan (1993), Thượng nghị sĩ Hoa Kỳ từ Alaska
- Stephanie Murphy (2004), Hạ nghị sĩ Hoa Kỳ từ Florida và là phụ nữ gốc Việt đầu tiên thẳng cử tại Quốc hội Hoa Kỳ[25][26]
- George Tenet (1976), Giám đốc CIA từ 1997 đến 2004
- Matthew VanDyke (2004), chiến binh tự do và tù nhân chiến tranh (POW) trong cuộc Nội chiến Libya năm 2011
- Margaret We Richt (1989), Phó Giám đốc Quản lý tại Văn phòng Quản lý và Ngân sách, Giám đốc Văn phòng Quản lý Nhân sự Hoa Kỳ